# Mata Meridional Pernambucana (tiểu vùng)
Mata Meridional Pernambucana là một tiểu vùng thuộc bang Pernambuco, Brasil. Tiều vùng này có diện tích 4512 km², dân số năm 2007 là 505740 người.